# Clemente Montag
Clemente Montag (Buenos Aires, 16 de enero de 1958) es un ilustrador, historietista y humorista gráfico argentino.

## Trayectoria
Admirador de la obra de Walt Disney, su carrera como ilustrador profesional comienza a los catorce años, cuando presenta su portfolio en la editorial de Dante Quinterno. Allí trabaja más de siete años como asistente personal de Quinterno, realizando las tareas de entintado, coloreado y creación de tapas para la revista Patoruzú. Es aquí donde conoció a Eduardo Ferro, autor de la historieta Langostino, quien considera como su principal mentor en la profesión. Paralelamente, publicó diversas secciones de humor para la revista Rico Tipo y Humor, en donde, por aquel entonces, firmaba como «Busu».
A fines de los años 1970, dejó el estudio Quinterno y decidió crear su primera historieta personal, titulada Coco y Cilindrina (sus personajes más conocidos), presentando el proyecto en la editorial García Ferré. Manuel García Ferré publicó la tira en la revista semanal Anteojito. Aquí, trabaja durante 22 años (hasta el cierre de la misma en el 2002), quien fue la receptora de varias de sus creaciones, como Floripi, Aletino, Nubecito, además de participar en infinidad de viñetas e ilustraciones desarrolladas para distintas secciones y cuentos infantiles pertenecientes a la revista escolar. 
Participó en la creación de los guiones gráficos para la segunda temporada de Las aventuras de Hijitus, famosa serie animada de televisión.
En 2002, en plena crisis argentina y con el cierre de la revista Anteojito, Montag decidió viajar a Europa en busca de actividad laboral. Trabajó como ilustrador particular para distintas editoriales en Irlanda durante siete meses. En este período ilustró una edición infantil de la Biblia creada por la editorial Planeta. Luego, regresó a su tierra natal para dedicarse de lleno a su profesión.
Trabaja como ilustrador freelance. Publica a menudo viñetas para la revista Pelotazo y Cripy. Es socio y colaborador de Banda Dibujada, movimiento cultural para la difusión de la historieta para niños y jóvenes, brindando numerosos talleres y conferencias sobre ilustración por todo el país.
En 2012, la editorial "Comik Debris" publica el libro de "Coco y Cilindrina", donde recopila algunas aventuras de sus personajes.